# Robert Sweet

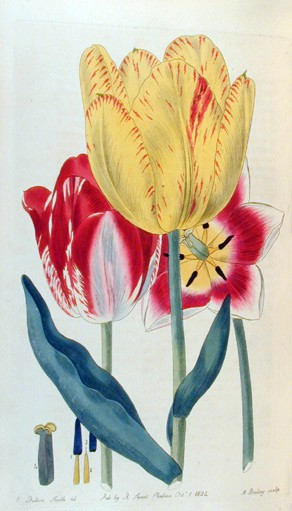
Tulipas de Edwin Dalton Smith no livro The British Flower Garden de Robert Sweet

Robert Sweet (Cockington, perto de  Torquay, Devonshire, 1783 — Chelsea, Londres, 22 de janeiro de 1835) foi um botânico britânico.